# Leptochilus alpestris
Leptochilus alpestris är en stekelart som först beskrevs av Henri Saussure 1856.  Leptochilus alpestris ingår i släktet Leptochilus och familjen Eumenidae.

## Underarter
Arten delas in i följande underarter:
- L. a. iberobarbarus
- L. a. trinacriae
- L. a. grandii